# Susques
Susques est une localité de la province de Jujuy, en Argentine, et le chef-lieu du département de Susques. Elle est située dans la Puna argentine, à l'ouest de la province, à 150 km au nord-ouest de San Salvador de Jujuy.
Du fait qu'elle se trouve à cette altitude, la ville est la localité la plus élevée d'Argentine que l'on peut atteindre par une route totalement revêtue. En effet, il y passe la RN 52 - qui va de Purmamarca à Antofagasta au Chili, par le col Paso de Jama -, depuis que sont terminés les travaux d'une section de 76 km s'étendant depuis le carrefour avec la RN 40 jusqu'à peu à l'ouest de la ville.
La ville avait une population de 2 029 habitants, en 2001, soit un accroissement de 24,70 % par rapport aux 1 627 de 1991.

## Histoire
Comme la plupart des villes de la Puna argentine, la ville est un ancien établissement des Indiens Atacamas, qui s'y étaient établis de longue date avant la conquête espagnole.